# Mageløs (udtryk)
 For alternative betydninger, se Mageløs. (Se også artikler, som begynder med Mageløs)
Mageløs kan have flere betydninger:
1. Mageløs er den som er uden sidestykke; som ikke har sin lige.
2. Mageløs er den/det som mangler sin mage, eller  (om flere dele) som er umage. Koppen er mageløse, hvis koppen mangler sin underkop.
3. Mageløs er den som er uden (ægte)mage / ægtefælle.